# Sénat (Venise)

Les funérailles du doge à Saints Jean et Paul, peinture de Gabriele Bella représentant les funérailles d'Alvise Giovanni Mocenigo, 118e doge de Venise, en janvier 1779. Les sénateurs sont au premier plan, vêtus de rouge.

Le Sénat de Venise, connu également sous ses noms italiens Consiglio dei Pregadi (Conseil des Priés du vénitien pregare signifiant « prier ») ou également Consiglio dei Rogadi (même sens) ou tout simplement Senato (Sénat) était une institution de la république de Venise fondée en 1229 comme organe délibératif supérieur de la République en ce qui concernait la politique étrangères et les problèmes courants, mais avec un mécanisme de décision plus restreint que le Grand Conseil souverain.
Le nom de « Conseil des Priés » faisait référence au fait que ses membres étaient priés de donner leur avis au Doge. Le nom de Sénat lui sera donné au XIVe siècle au début de la diffusion de culture humaniste. Les Pregadi se distinguaient par le fait qu'il portaient la robe rouge, par opposition à la robe en noire en usage chez les autres patriciens.

## Composition et fonctions

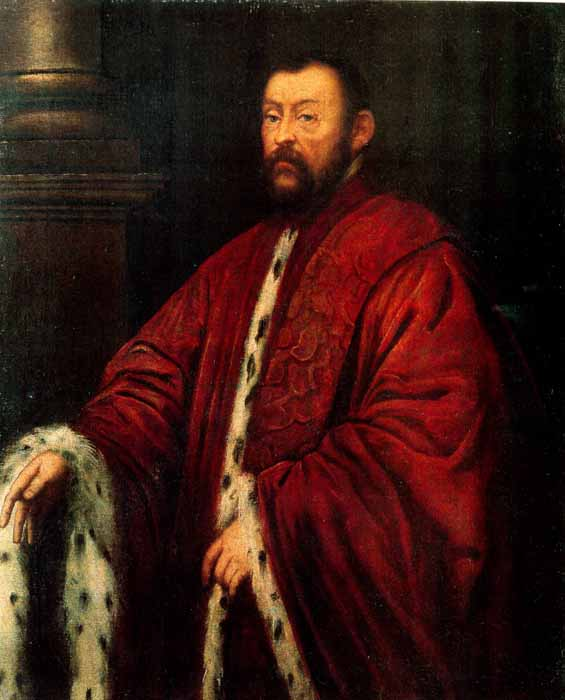
Le sénateur Barbaro peint par Le Tintoret.

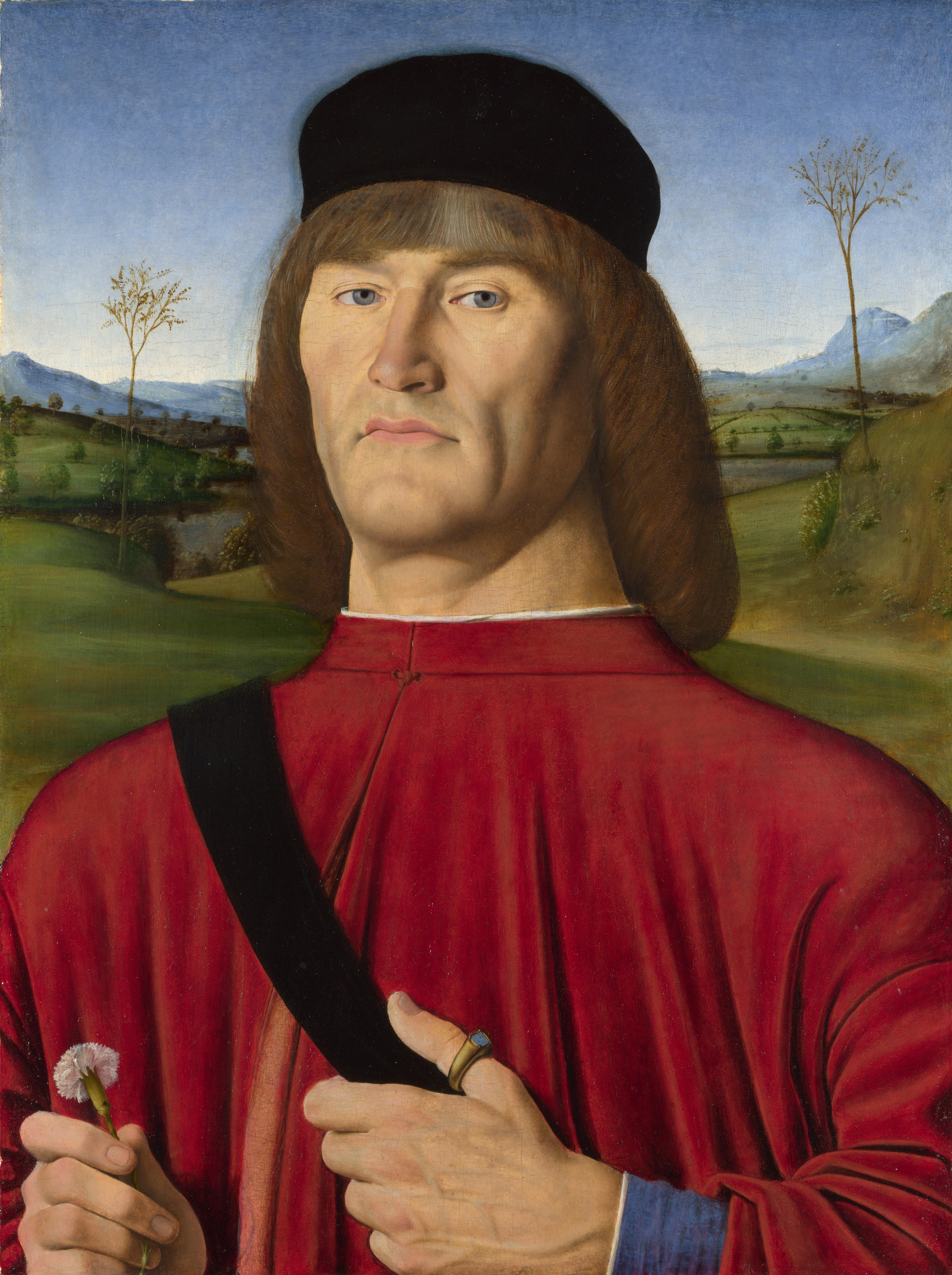
Sénateur peint par Andrea Solario (1495).

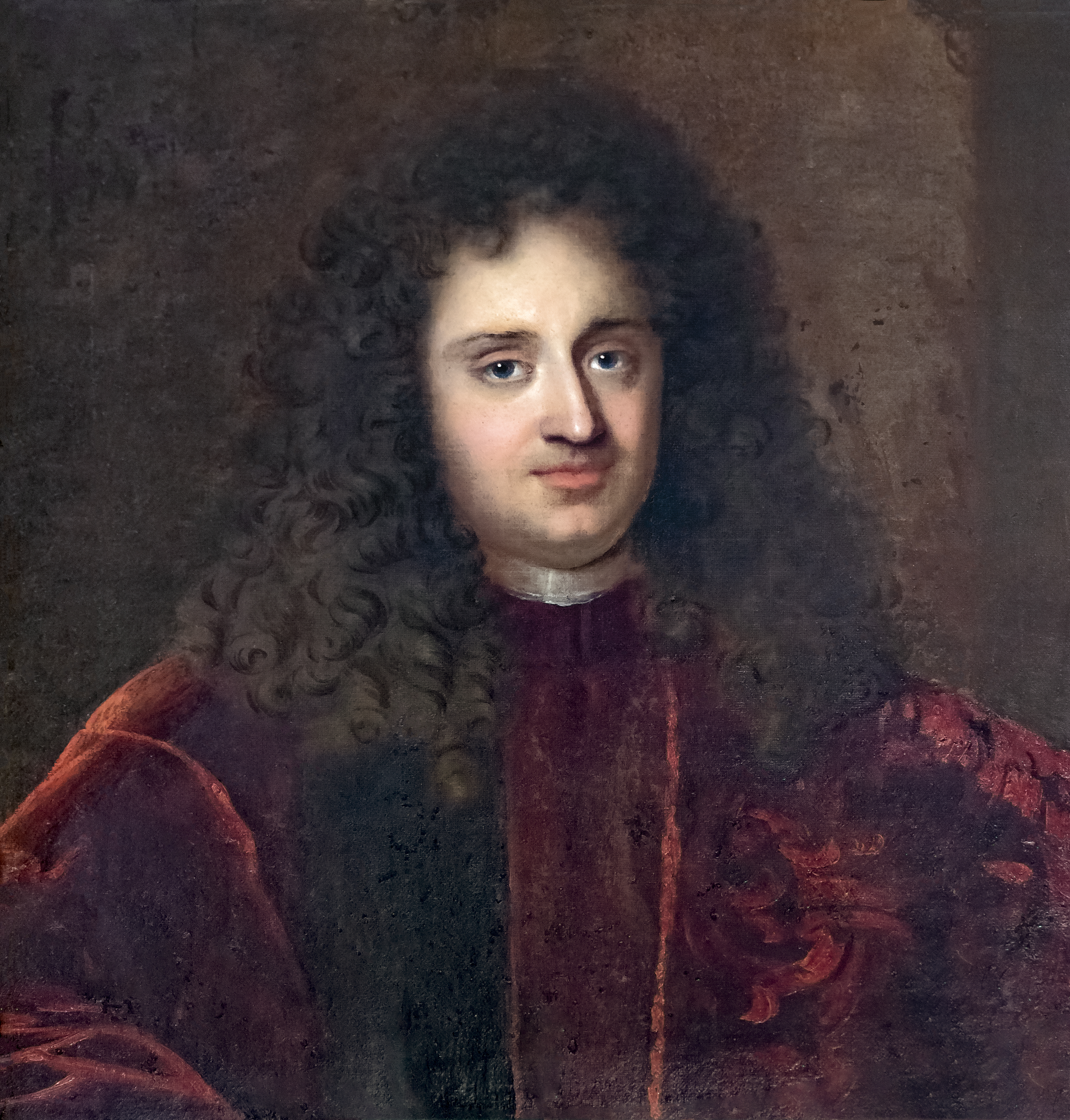
Sénateur peint par Sebastiano Bombelli.

### Les membres élus et les membres de droit
Le Sénat était présidé par la seigneurie de Venise avec le Doge à sa tête, tandis que les travaux étaient préparés par le Collège des Sages. Il était alors composé de :
- 60 sénateurs élus pour un an par le Grand Conseil ;
- 60 autres membres constituant la Zonta (it) (en italien Giunta, mot signifiant littéralement « ajoutée ») : celle-ci fut créée dans la seconde moitié du XIVe siècle par décret et renouvelée d'année en année ; elle est devenue une composante ordinaire et perpétuelle au Sénat en 1506, avec un nombre final de soixante sénateurs de Zonta.

À ces membres élus, seront ajoutés plus tard, par la loi, l'ensemble des membres de la Quarantie, du Conseil des Dix et de l'Avogadoria de Comùn (« Avocats communaux »).
À partir de 1305, les procurateurs de Saint-Marc siègent de droit au Sénat, sans décret préalable du Grand Conseil.

### Les membresex officio
Un grand nombre de magistrats et de fonctionnaires de l'État participaient occasionnellement aux travaux du Sénat, en fonction des sujets qui étaient de leur ressort :
- les commandants militaires, à savoir : le capitaine de la région du Golfe, le capitaine général de Mer et capitaine général de la Terre ferme ;
- les ambassadeurs, les baillis et les consuls au départ ou au retour de leur mission ;
- les podestats et les gouverneurs des villes et des territoires soumis ;
- les provéditeurs et les membres de la magistrature (it) et de la députation.

À noter toutefois qu'en raison de l'attribution de différents postes à la même personne, ces fonctions étaient souvent remplies par un seul fonctionnaire, faisant parfois lui-même partie des sénateurs élus.

### Le Collège des Sages
Les Savi Grandi ou Savi del Consiglio dei Pregadi devinrent organe stable autour au 1380, quand leur nombre fut fixé à six. La durée de leur charge fut de six mois, mais ils ne furent remplacés que trois à la fois, afin de faciliter le transfert d'expérience dans le Saviato. Ils étaient chacun en fonction une semaine à tour de rôle, pourquoi on parla du Savio di settimana. Leurs fonctions étaient vastes : ils devaient pourvoir, d'après la parte du 27 mars 1396, omnibus singulis spectantibus et pertinentibus consilio rogatorum ac dependentibus et connexis ab eis. Cette chose se vérifiait tant dans l'exécution des délibérations des Pregadi, et encore plus dans le traitement préventif des affaires qui devaient se décider au Sénat. À cette haute charge, seuls les patriciens les plus considérés et estimés étaient appelés.

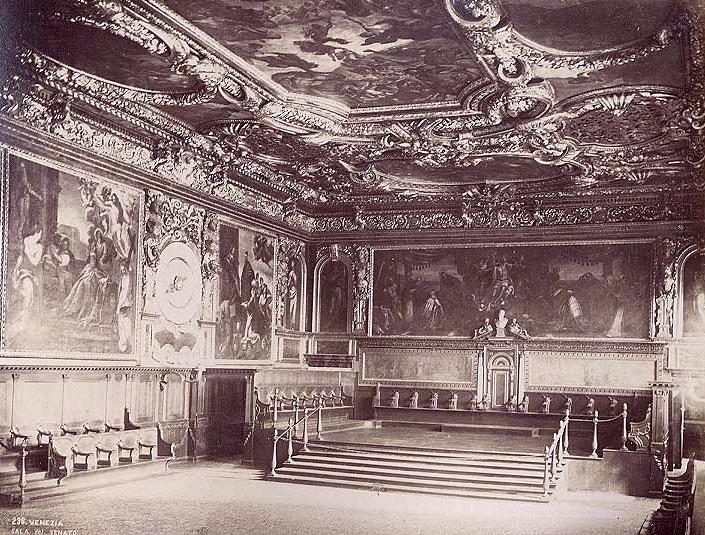
Salle du Sénat au Palais des Doges (avant 1882)
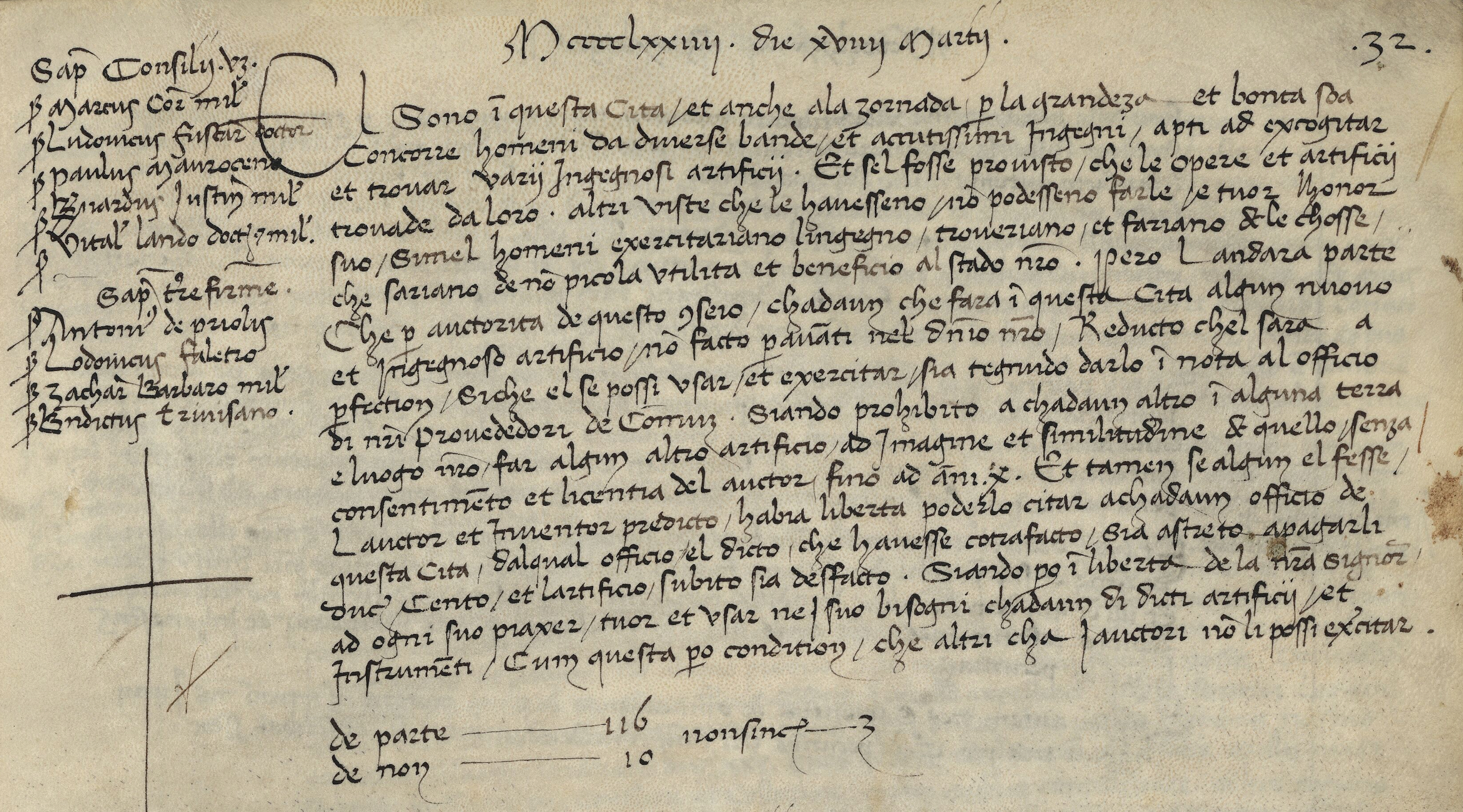
Statut du Sénat de Venise (1474)